# Liz Chicaje
Liz Chicaje Churay (Comunidad nativa Boras de Pucaurquillo, 8 de diciembre de 1982, distrito de Pebas, provincia de Ramón Castilla, departamento de Loreto, Perú) es una líder indígena peruana. Su trabajo en defensa de las poblaciones originarias, la preservación de la fauna, flora y la protección y la revaloración de la diversidad cultural indígena contribuyeron a lograr la categorización de la Zona Reservada Yaguas en Parque nacional Yaguas mediante Decreto Supremo N° 001-2018-MINAM que emitió el Estado peruano el 10 de enero de 2018 con lo que se protege 868,972.84 hectáreas de ingentes recursos naturales y la supervivencia de 29 comunidades originarias que habitan a su alrededor. Estos hechos fueron mérito suficiente para que en febrero de 2019 sea galardonada con el Premio Franco-Alemán de Derechos Humanos y Estado de Derecho que otorgan las embajadas de Francia y Alemania como reconocimiento a los promotores de los derechos humanos alrededor del mundo. 

## Biografía

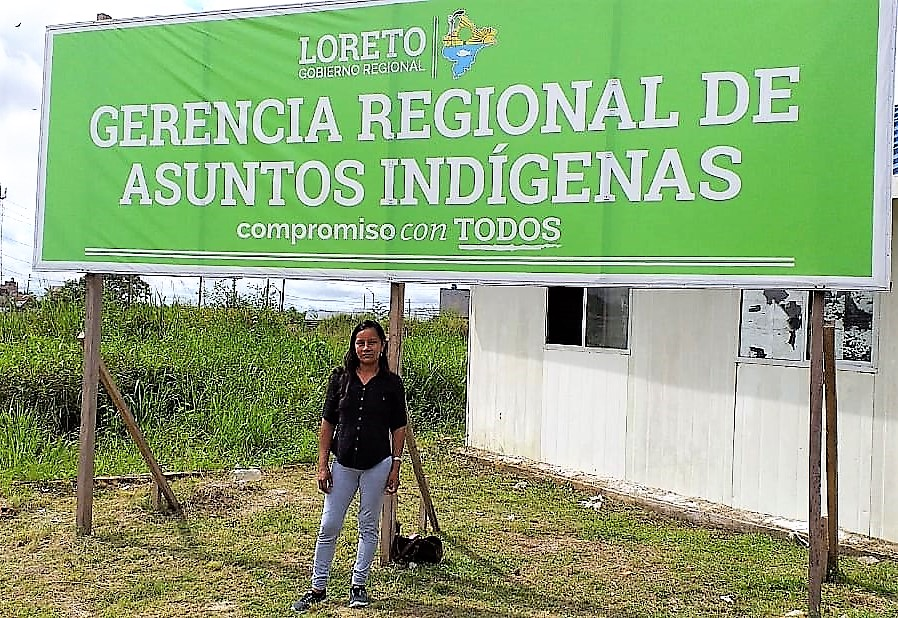
Liz Chicaje Churay desarrolla un trabajo coordinado y articulado con la Gerencia Regional de Asuntos Indígenas del Gobierno Regional de Loreto así como con otras autoridades e instituciones locales, regionales y nacionales con el objetivo de mejorar la calidad de vida de los pobladores indígenas de su localidad en Loreto.

Liz Chicaje Churay nació el 8 de diciembre de 1982 en la comunidad nativa Boras de Pucaurquillo, distrito de Pebas, provincia de Ramón Castilla, departamento de Loreto en el seno de una familia dedicada a la agricultura y a la artesanía como principales actividades económicas a la que también se dedican la mayoría de pobladores de su comunidad. La familia de Liz es descendiente del clan Newat cuyo significado en español es “Gavilán”.
La vida de Liz transcurrió rodeada de árboles, plantas y animales silvestres por lo que desde muy joven aprendió a amar y proteger la naturaleza; sin embargo, la arrolladora tala ilegal de bosques, la depredación de especies naturales y la minería ilegal de la que fue testigo y que pusieron en riesgo la existencia de comunidades originarias como la suya, hicieron que decida enfrentar estos grandes problemas y luchar por los derechos indígenas y la protección del medio ambiente; sin embargo, sabía que la tarea no iba a ser fácil por lo que para lograrlo necesitaba prepararse y mejorar sus habilidades de comunicación y liderazgo a lo que contribuyó su paso por el instituto bíblico de su comunidad y el trabajo que realizó con los niños en la escuela dominical.
Consciente de la necesidad de involucrar a más personas para enfrentar los grandes problemas que afectaban a su comunidad y a otras como la suya, inició un trabajo de información y sensibilización a sus vecinos y autoridades comunales y aunque algunos se sumaron a su causa también halló rechazo por parte de otros lo cual no la desanimó sino por el contrario la motivó a seguir trabajando; en esas circunstancias recibió la invitación de la candidata a la alcaldía del distrito de Pebas para ser candidata a regidora nativa en representación de las comunidades indígenas de su distrito lo que le permitió durante el año 2013 recorrer la totalidad de comunidades del distrito Pebas y conocer más de cerca la problemática a la que se enfrentaba su población. Aunque el partido con el que postuló en las elecciones ediles no ganó, los recorridos que realizó permitieron que muchos la conozcan, se sumen a su causa y reconozcan su trabajo, por tal motivo el siguiente año fue elegida como Presidenta de la Federación Nacional de Comunidades Nativas – FECONA que agrupa a 14 comunidades indígenas donde desarrolló una ardua labor por la preservación de los derechos y cultura indígenas, la titulación de tierras en favor de las comunidades miembros de la FECONA y donde demostró su compromiso en la conservación de los bosques y la biodiversidad amazónica siendo pionera en implementar el mecanismo TDC del Programa de Bosques en las comunidades del Ampiyacu en Loreto.
Como miembro del Comité de Categorización de la Zona Reservada Yaguas, su labor fue decisiva para que en enero de 2018 esta zona reservada adopte la categoría de parque nacional y se convierta en parque nacional Yaguas mediante Decreto Supremo N° 001-2018-MINAM, al respecto Liz señaló: "Nosotros hemos logrado tener a este lugar como un lugar sagrado y ya tenemos un lugar seguro donde los animales se van a reproducir y no van a ser más tocados, no van a llegar personas ilegales a este lugar entonces nosotros de esa forma hemos querido asegurar, con esa meta es que las comunidades y nosotros los líderes hemos tenido que luchar y enfrentar a muchos que no querían que se cree este Parque". 
Su trabajo demostrado en la preservación de los derechos y cultura indígenas, la conservación de los bosques, la preservación de la biodiversidad amazónica y su contribución significativa en la creación del parque nacional Yaguas, fueron motivo suficiente para que las embajadas de Francia y Alemania en la ciudad de Lima, le otorgaran el Premio Franco - Alemán de Derechos Humanos y Estado de Derecho que ambas embajadas otorgan cada año (desde 2016) a personalidades que contribuyen de manera excepcional a la protección y promoción de los derechos humanos y al Estado de derecho en su país y a nivel internacional. Este año se otorgó este premio a 15 personalidades de distintas partes del mundo y una de ellas fue Liz Chicaje Churay. Durante la ceremonia de premiación a Liz realizada el día 22 de enero de 2019 en la ciudad de Lima, el embajador de Francia en Lima Sr. Antoine Grassin señaló lo siguiente: "Me alegra de sobremanera que hayamos entregado esta noche el Premio Franco-Alemán de Derechos Humanos a Liz Chicaje en un conjunto de 15 premiados en el mundo, creo que es una prueba de lo emblemático que es el trabajo de Liz. Realmente Liz reúne en su persona muchos criterios, el criterio precisamente de defensa de las comunidades indígenas de sus derechos y de su existencia frente a la invasión de actividades económicas ilegales"; por su parte el embajador de Alemania en Lima Sr. Stephan Herzberg indicó: "...(El Premio) es bien merecido porque es una persona que tiene un papel grande en el establecimiento del Parque Nacional Yaguas y en todos los aspectos que nosotros seguimos en esta cooperación bilateral que tenemos en Perú."
Pero el trabajo de Liz no solo está contribuyendo a la protección ambiental y a la preservación de la cultura indígena, sino también a mejorar la economía de muchas mujeres y sus familias debido a que lidera una asociación de artesanas que se dedican a la confección de accesorios con semillas y a la transformación de la fibra natural de la chambira en bolsos y hamacas. De igual manera, junto a otras mujeres conformó la Asociación de Productoras de la Yuca que además de ser ingrediente básico para la preparación del casabe o pan indígena, produce otros derivados que son insumo para la preparación de distintos platillos que figuran en la carta de prestigiosos restaurantes de la capital peruana.
Como madre de 5 hijos y pobladora de una comunidad que se halla en situación de pobreza y extrema pobreza, Liz es usuaria del Programa Nacional de Apoyo Directo a los más Pobres - Juntos que el Ministerio de Desarrollo e Inclusión Social (MIDIS) pone en marcha mediante incentivos económicos a familias en situación de pobreza a fin de promover y apoyar su acceso a servicios de calidad en educación, salud, nutrición e identidad, bajo un enfoque de restitución de esos derechos básicos, con la participación organizada y la vigilancia de los actores sociales de la comunidad.
En la actualidad Liz es miembro activo del Comité de Gestión del Área de Conservación Regional Ampiyacu Apayacu y junto al Gobierno Regional de Loreto y al Presidente del referido Comité "lidera una de las primeras iniciativas de cogestión y gobernanza de grandes paisajes en Loreto, que incluye exitosas experiencias de manejo con fines comerciales del recurso forestal y de fauna silvestre, el ordenamiento de las pesquerías y la consolidación de la vigilancia comunal indígena".

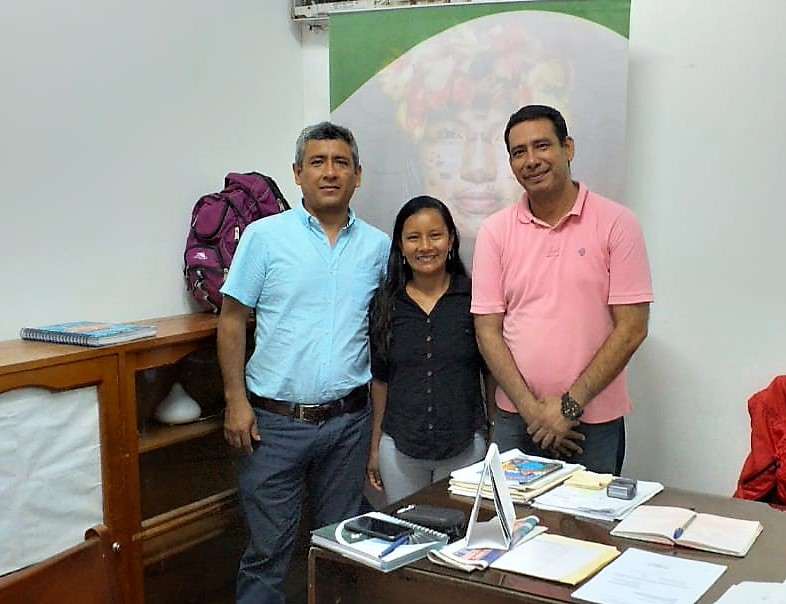
Liz Chicaje durante una de sus coordinaciones con el Gerente Regional de Asuntos Indígenas del Gobierno Regional de Loreto, Sr. Omar Arévalo (de polo rosado).

Su trabajo y liderazgo demostrados en favor de la governanza, protección del medio ambiente y preservación de la biodiversidad así como de la cultura e identidad de las poblaciones indígenas que se ubican en los alrededores de los ríos Napo, Putumayo y Amazonas, en la frontera con Colombia y Brasil demuestran que la vida de Liz es una constante contribución al desarrollo sostenible no solo del Perú sino también del mundo entero.

## Cargos
- Fue Tesorera del Comité de Vaso de Leche de su comunidad entre los años 2012 y 2014.[3]
- Fue Presidenta de la Federación de Comunidades Nativas del Ampiyacu (FECONA) entre los años 2014 y 2016.[7]
- Es miembro de la Comisión Ad Hoc del Comité de Categorización de la Zona Reservada Yaguas.[7]
- Es miembro de la Asociación de Mujeres Productoras de Yuca de su comunidad.[3]
- Es miembro de la Asociación de Mujeres Artesanas del Ampiyacu.

## Logros
- Su trabajo en la protección del territorio de las comunidades indígenas de las etnias bora, huitoto, okaina y yagua del Ampiyacu, le han permitido lograr la titulación de 100,000 hectáreas en favor de 13 comunidades.[3]
- El esfuerzo desplegado por la protección de los bosques y de la biodiversidad de la Zona Reservada Yaguas contribuyeron a que esta adquiera la categoría de parque nacional Yaguas mediante Decreto Supremo N° 001-2018-MINAM[1] que emitió el Estado peruano el 10 de enero de 2018 con lo que se protege 868,972.84 hectáreas de ingentes recursos naturales y la supervivencia de 29 comunidades originarias que habitan a su alrededor. Los especialistas del Field Museum de Chicago calculan que dos de cada tres peces de agua dulce habitan en Yaguas en convivencia con 100 especies de anfibios y reptiles y sobre su cielo vuelan 500 especies de aves mientras que 160 especies de mamíferos recorren su suelo.[9]

## Premios y reconocimientos
- El 22 de enero de 2019, las embajadas de Francia y Alemania en la ciudad de Lima, le otorgaron el Premio Franco - Alemán de Derechos Humanos y Estado de Derecho por su trabajo en la defensa de los derechos indígenas y del medio ambiente así como por su esfuerzo constante por la buena gobernanza de un gran territorio indígena ubicado entre los ríos Napo, Putumayo y Amazonas en la frontera de Perú con Colombia y Brasil. Este Premio anual que se entrega desde el año 2016, es otorgado a distintas personalidades que han contribuido de manera excepcional a la protección y promoción de los derechos humanos y al Estado de derecho en su país y a nivel internacional. El año 2019 el premió fue otorgado a 15 personas, entre ellas a Liz Chicaje, la única peruana en obtener este galardón, los otros premiados fueron: Chak Sopheap (Camboya), Yu Wensheng (China), Aminata Traoré (Côte d’Ivoire), Mohamed Lotfy (Egipto), Alfredo Okenve (Guinea Ecuatorial), Nityanand Jayaraman (India), Hessen Sayah Corban (Líbano), Mekfoula Mint Brahim (Mauritania), Oyub Titiev (Rusia), Anwar al-Bunni (Siria), Vuyiseka Dubula-Majola (Sudáfrica), Sirikan Charoensiri (Tailandia) Daoud Nassar (Territorios Palestinos) y Susana Raffalli Arismendi (Venezuela).[2]
- El 6 de marzo de 2019, en el marco de conmemoración del Día Internacional de la Mujer, el Ministerio de Desarrollo e Inclusión Social (MIDIS) del Perú, la reconoció y homenajeó públicamente junto a otras diez personas integrantes de programas sociales del MIDIS por su contribución en la lucha contra la anemia, la protección de los bosques, la generación de proyectos productivos y la protección de sus comunidades y cultura. Las otras diez homenajeadas fueron: Rosaura Livaque Vásquez (27 años, Cajamarca), Adelaida Azañero Tubalino (Huacho), Francisca López Minchan (52, San Juan de Lurigancho), Celia Infante Vite (Tumbes), Edith Laura Quispe (Ucayali), Yonida Cayllahua Vásquez (23, Ayacucho), Rosalbina Valerio Valerio (80, Yauyos). Victoria Fernández Gamboa (46, La Libertad), Rocío Herrera Aquino (24, Huánuco) y Estela Aliaga Flores (70, Comas).[10]
- En 2021, se le otorgo el Premio Medioambiental Goldman.
- El 5 de septiembre de 2022 el Ministerio de Cultura del  Perú la reconoció como Personalidad Meritoria de la Cultura.[11]